# Grichino (oblast de Léningrad)
Grichino (en russe : Гри́шино) est un hameau de l'établissement rural de Vajiny, du raïon de Podporojié dans l'oblast de Léningrad, dans le Nord russe. Sa population s'élevait à 29 habitants en 2017.

## Géographie
La localité est située dans l'oblast de Léningrad, un sujet de la Russie européenne, dans le district fédéral du Nord-Ouest. Grichino est l'une des 72 localités du raïon de Podporojié,, un raïon du nord-ouest de l'oblast. Le centre administratif du raïon est la ville de Podporojié. Le raïon se trouve entre le lac Onega au nord-est et le lac Ladoga au sud-ouest, dans la vallée du Svir. Le Svir est la rivière qui délimite une partie de la frontière sud de la région historique de la Carélie, dont la localité fait partie.
Grichino, comme tout l'oblast de Léningrad, est située dans le fuseau horaire MSK (heure de Moscou). Le décalage horaire appliqué par rapport au temps universel coordonné est +03:00.
Grichino fait partie de l'établissement urbain de Vajiny, une des cinq entités municipales du raïon, qui a comme chef-lieu la commune urbaine de Vajiny,.

## Histoire
Sous l'Empire russe, la localité faisait partie du volost de Vajiniy de l'ouïezd d'Olonets du gouvernement d'Olonets.

## Démographie
Recensements (*) et estimations de la population,,,,,:
| 1879 | 1905 | 2002 * | 2007 | 2010* |
| ---- | ---- | ------ | ---- | ----- |
| 31   | 62   | 13     | 11   | 1     |

| 2017 | - | - | - | - |
| ---- | - | - | - | - |
| 29   | - | - | - | - |

En 2002, sur les 13 habitants, il y avait 100 % de Russes.